# HA Schult
HA Schult (Alemanya, 1939) nom artístic de Hans-Jürgen Schult és un artista conceptual alemany, particularment conegut per les seves activitats en l'art d'acció (action art, life art). Va créixer durant la Segona Guerra Mundial, fet que ha influït sempre la seva obra, i del 1958 al 1961 va estudiar a l'Acadèmia d'Art de Düsseldorf. Moltes de les seves obres han estat realitzades conjuntament amb Elke Koska, considerada la seva musa, i més endavant amb l'actriu Brigit Froehlich o amb la violinista Anna Zlotovskaya, amb qui viu actualment a Colònia. El 1969, Schult va cridar l'atenció a tot el món amb la seva intervenció artística Situation Schackstrasse, que consistia a cobrir tot un carrer de Múnic amb brossa i paper, raó per la qual va ser arrestat per la policia. Però això només era el principi, el projecte va anar creixent a mesura que Schult anava trobant altres llocs a la ciutat per portar-lo a terme. Als anys setanta es va traslladar a Nova York, fet que va tenir un paper crucial en la seva trajectòria artística, ja que la ciutat era l'epicentre de l'art contemporani en aquell moment. Hans-Jürgen Schult va ser un dels primers artistes a tractar els desequilibris ecològics a la seva obra i actualment és un dels principals col·laboradors en el moviment ecològic d'avui dia. Les seves obres, entre les quals hi ha Flügelauto, Trash People, Hotel Europa, Trees for Peace o Love Letters, s'exposen arreu del món.

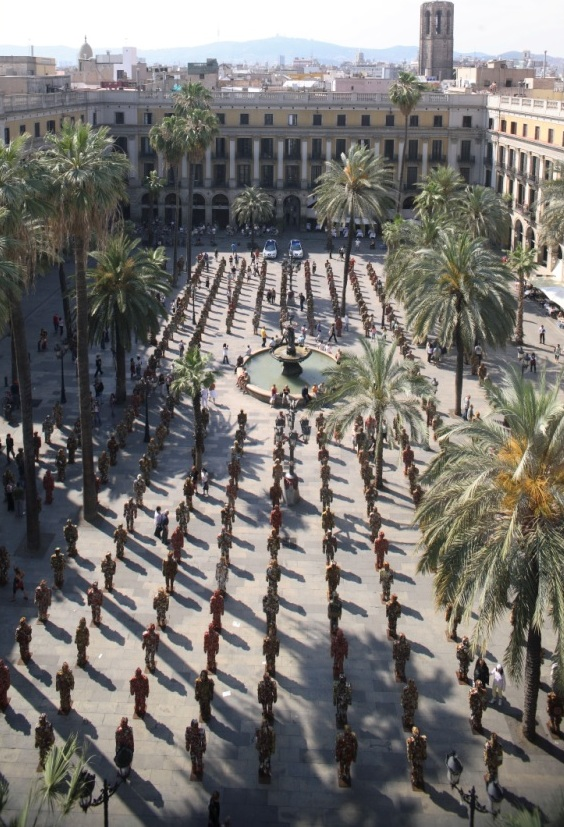
Barcelona Trash People 2007

El 1972 i el 1977 va participar amb el seu Biokinetische Landschaft (Paisatge Biocinètic) en dues edicions de Documenta, una de les exposicions d'art contemporani més importants de tot el món, que se celebra cada cinc anys.